# Pinnotheres edwardsi
Pinnotheres edwardsi is een krabbensoort uit de familie van de Pinnotheridae. De wetenschappelijke naam van de soort is voor het eerst geldig gepubliceerd in 1887 door de Man.